# Estheria bohemani
Estheria bohemani är en tvåvingeart som först beskrevs av Camillo Rondani 1862.  Estheria bohemani ingår i släktet Estheria och familjen parasitflugor. Arten är reproducerande i Sverige. Inga underarter finns listade i Catalogue of Life.